# Peter Masterson
Peter Masterson (* 1. Juni 1934 in Houston, Texas; gebürtig Carlos Bee Masterson Jr.; † 19. Dezember 2018 in Kinderhook, New York) war ein US-amerikanischer Schauspieler, Regisseur, Drehbuchautor und Filmproduzent.

## Leben und Leistungen
Masterson spielte seine erste Filmrolle im Kriegsdrama Verrat in der Bucht aus dem Jahr 1966. Im SF-Horrorfilm Die Frauen von Stepford (1975) spielte er den Ehemann von Joanna Eberhart (Katharine Ross). Als eine seiner Töchter trat in diesem Film seine eigene Tochter Mary Stuart Masterson auf; eines der drei Kinder, die er mit der im Jahr 1960 geheirateten Schauspielerin Carlin Glynn hat.
Ende der 1970er Jahre produzierte Masterson am Broadway das Musical The Best Little Whorehouse in Texas, das auf einem Artikel in der Zeitschrift Playboy basierte. Diese Arbeit brachte ihm zwei Nominierungen für den Tony Award. Beim Filmdrama A Trip to Bountiful – Reise ins Glück (1985) führte er zum ersten Mal Regie eines Spielfilms. Für diese Arbeit wurde er im Jahr 1986 für den Independent Spirit Award nominiert und erhielt im Jahr 1988 den Mainichi Film Concours. Im Western Blood Red – Stirb für dein Land (1989) mit Eric Roberts und Dennis Hopper, bei dem er Regie führte, spielten sowohl seine Frau Carlin Glynn wie auch seine Tochter Alexandra Masterson Nebenrollen. In diesem Film übernahm Julia Roberts – als filmische Schwester der von ihrem Bruder verkörperten Figur – ihre erste größere Rolle. Im Thriller Night Game (1989) von Masterson spielte seine Frau an der Seite von Roy Scheider.
Als Regisseur des Fernsehdramas Lily Dale (1996), in dem Mary Stuart Masterson die Titelrolle übernahm, wurde Peter Masterson im Jahr 1997 mit dem Lone Star Film & Television Award ausgezeichnet. Als Regisseur des Fernsehdramas Mermaid (2000) mit Ellen Burstyn und Samantha Mathis wurde er 2001 für den Daytime Emmy nominiert. Im Filmdrama Whiskey School (2005) von Peter Masterson waren Olympia Dukakis, Carlin Glynn und Mary Stuart Masterson zu sehen.
Peter Masterson starb im Dezember 2018 im Alter von 84 Jahren an den Folgen eines Sturzes.

## Filmografie (Auswahl)

### Als Schauspieler
- 1966: Verrat in der Bucht (Ambush Bay)
- 1967: In der Hitze der Nacht (In the Heat of the Night)
- 1971: Manfred von Richthofen – Der Rote Baron (Von Richthofen and Brown)
- 1972: Heute und morgen und in alle Ewigkeit (Tomorrow)
- 1973: Der Exorzist (The Exorcist)
- 1974: Der Mann auf der Schaukel (Man on a Swing)
- 1975: Die Frauen von Stepford (The Stepford Wives)
- 1987: Der steinerne Garten (Gardens of Stone)

### Als Regisseur
- 1985: A Trip to Bountiful – Reise ins Glück (The Trip to Bountiful)
- 1988: Die Trottel vom Texas-Grill (Full Moon in Blue Water)
- 1989: Blood Red – Stirb für dein Land (Blood Red)
- 1989: Night Game
- 1991: Verdammte des Südens (Convicts)
- 1993: Arctic Blue
- 1996: Lily Dale
- 2000: Mermaid
- 2003: Lost Junction – Irgendwo im Nirgendwo (Lost Junction)
- 2005: Whiskey School

### Als Drehbuchautor
- 1980: City in Fear
- 1982: Das schönste Freudenhaus in Texas (The Best Little Whorehouse in Texas)

### Als Filmproduzent
- 1980: City in Fear
- 1998: Terra Nova